# Dolce & Gabbana

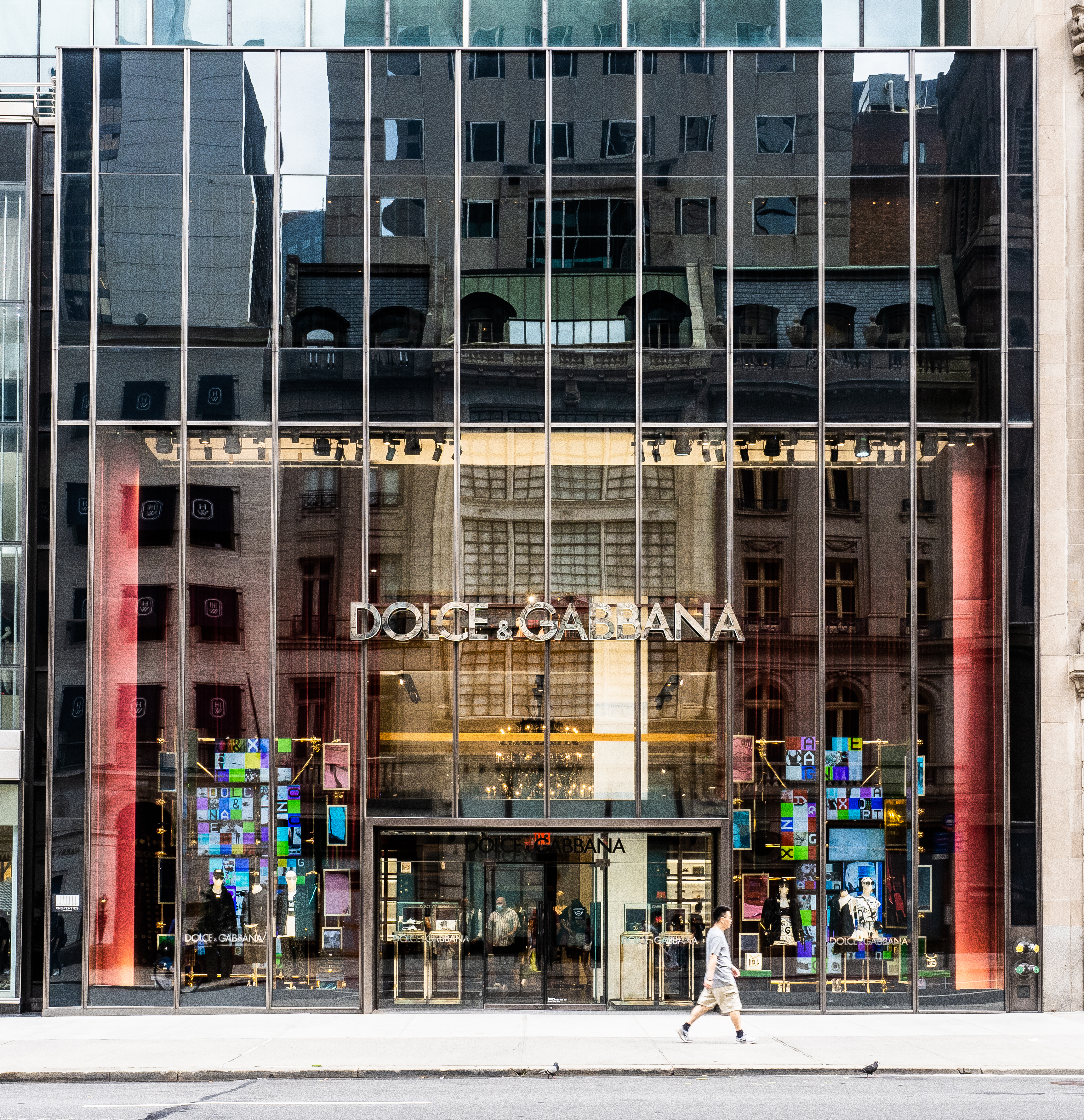
Dolce & Gabbana-Geschäft in New York City (2021)

Dolce & Gabbana [ˈdoltʃe e ɡabˈbaːna] ist ein italienisches Unternehmen mit Sitz in Mailand, das neben anderem unter dem gleichen Modelabel hochpreisige Kleidung, Accessoires und Parfums vertreibt. Es wurde 1985 von den beiden Modedesignern Domenico Dolce und Stefano Gabbana in Legnano bei Mailand gegründet.

## Geschichte
Domenico Dolce wurde am 13. August 1958 in Polizzi Generosa auf Sizilien geboren. Stefano Gabbana kam am 14. November 1962 in Mailand zur Welt. Dolce entwarf bereits im Alter von sechs Jahren seine eigene Kleidung und schneiderte selbst. Die erste Begegnung der beiden fand per Telefon statt, als Dolce sich bei dem Modehaus Gabbana um einen Arbeitsplatz bewarb.
Gabbana erkannte das Talent in Dolce und nahm ihn nach der Anstellung unter seine Fittiche. Er führte ihn in die typischen Abläufe in einem Modehaus ein und zeigte ihm, wie neue Designs entworfen werden. Schon kurze Zeit später musste Gabbana den obligatorischen 18-monatigen Militärdienst antreten, doch direkt nach seiner Rückkehr im Jahr 1982 gründeten die beiden eine gemeinsame Design-Beratungsfirma.
Die erste Kollektion des Designer-Duos wurde im Oktober 1985 neben fünf anderen neuen italienischen Labels auf der Mailänder Modewoche präsentiert. Sie trug den Namen Real Women. 1986 erschien die nächste Kollektion und im selben Jahr wurde auch der erste Laden eröffnet.
1987 präsentierten sie ein eigenes Strickwarensortiment und 1989 wurde die Produktpalette um Wäsche und Bademoden erweitert. Im Jahr 1990 stellten sie ihre erste Kollektion für Herren vor.
1991 wurde diese als innovativste Herrenkollektion des Jahres mit dem Woolmark Award ausgezeichnet.
Erste internationale Anerkennung fanden sie, als Madonna bei der Premiere von In Bed with Madonna ein edelsteinbesetztes Korsett und eine zugehörige Jacke von Dolce & Gabbana trug. 1993 entwarf das Duo gemeinsam mit Madonna mehr als 1.500 Kostüme für deren internationale Tournee Girlie Show.
1994 rief das Unternehmen die zweite zentrale Produktreihe ins Leben – D&G, die eine jüngere Zielgruppe anspricht.
In den 1990er Jahren baute das Duo seine Marktposition aus, nachdem Dolce & Gabbana 1989 einen Vertrag mit der Kashiyama Group unterzeichnet und die erste Boutique in Japan eröffnet hatte. Das erste Damenparfum namens Dolce & Gabbana Parfum wurde 1992 vorgestellt und erhielt 1993 als bester Damenduft des Jahres eine Auszeichnung der Perfume Academy. Der erste Herrenduft, Dolce & Gabbana pour Homme, wurde von derselben Academy im Jahr 1995 als bester Herrenduft des Jahres ausgezeichnet.
In der weiteren Zusammenarbeit mit Madonna entwarfen Dolce & Gabbana Kostüme für die internationale Drowned World Tour im Jahr 2001, mit der das Album Music von 2000 beworben wurde. Darüber hinaus gestalteten sie die Kostüme für die internationalen Tourneen von Missy Elliott, Beyoncé und Mary J. Blige. Das Duo schuf in den 2000er Jahren viele weitere Kostüme für die verschiedensten Künstler wie z. B. für die Tournee Showgirl Homecoming von Kylie Minogue.
Madonna war auch Teil der Werbekampagnen von Dolce & Gabbana im Jahr 2010.
2012 wurde D&G zur Stärkung der zentralen Produktlinie mit Dolce & Gabbana zusammengeführt. In einem Artikel von The New Yorker hieß es im Jahr 2005: „Dolce and Gabbana werden in den 2000er Jahren das sein, was Prada in den 1990ern und Armani in den 1980ern waren – gli stilisti, deren Sensibilität ein ganzes Jahrzehnt prägt.“
1996 und 1997 erhielten Dolce & Gabbana auch persönliche Auszeichnungen und wurden von FHM zu den Designern des Jahres gekürt. 2003 zählte das GQ Magazine Dolce & Gabbana zu den „Männern des Jahres“. Im folgenden Jahr wählten die Leser der britischen Elle Dolce & Gabbana bei den Elle Style Awards zu den besten internationalen Designern 2004.
In einem Steuerverfahren wurden Domenico Dolce und Stefano Gabbana im Juni 2013 zu 20 Monaten Freiheitsstrafe auf Bewährung verurteilt.
Des Weiteren musste das Modeduo 500.000 Euro Bußgeld an den Staat zahlen.

## Branding
Dolce & Gabbana kreiert, produziert und vertreibt Kleidungsstücke, Lederwaren, Schuhe und Accessoires für Damen und Herren unter verschiedenen Modelinien:

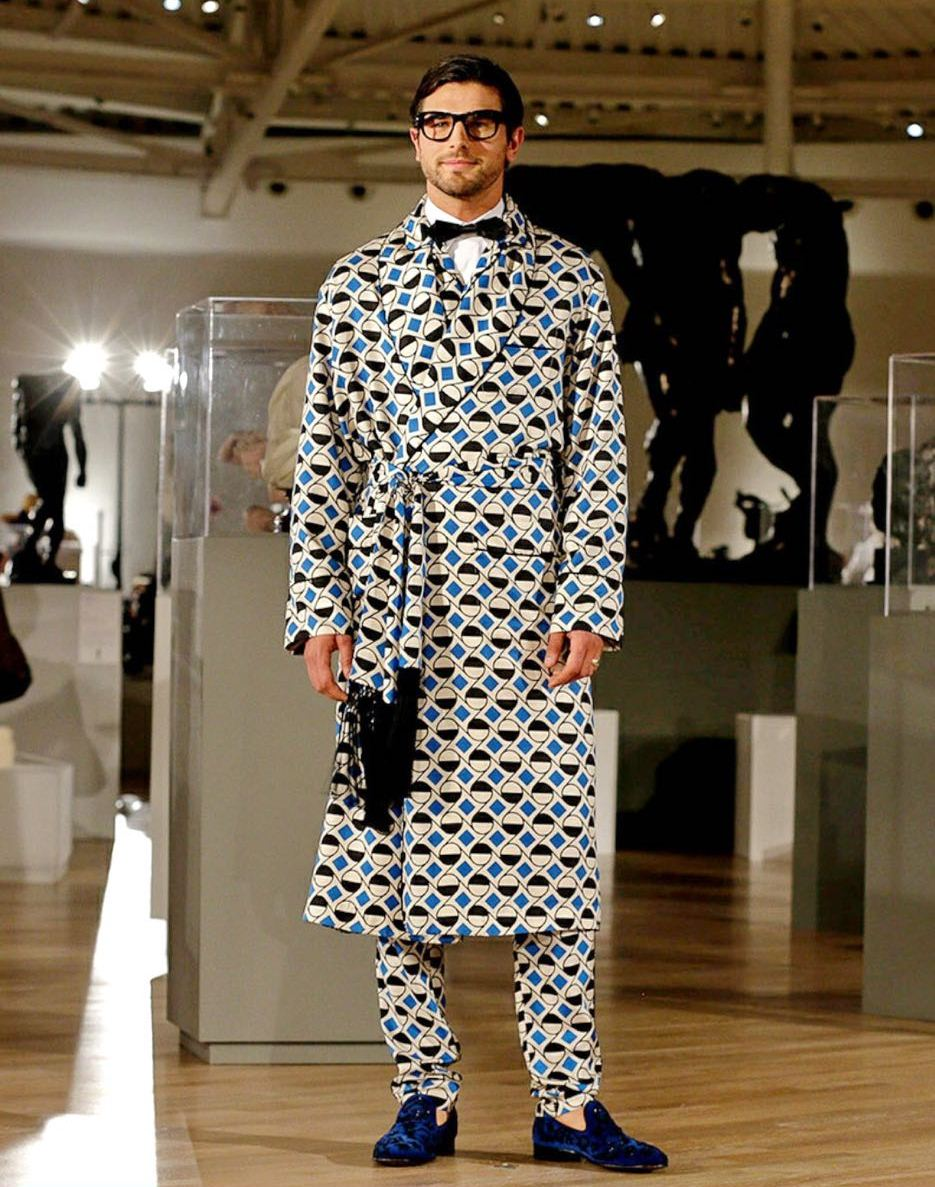
Dolce & Gabbana-Modenschau, Mexiko (2018)

- Dolce & Gabbana-Modenschau, Mexiko (2018)Dolce&Gabbana
hochpreisige Hauptlinie, für Damen seit 1985, für Herren seit 1990. Ist auf Luxusdesignerartikel spezialisiert, erscheint formaler und „zeitlos“ und reflektiert langfristige Trends sowie die Wechsel der Jahreszeiten.[12] Unter diesem Label werden auch Sonnenbrillen, Brillengestelle, Handtaschen, Uhren und Make-up angeboten.[13]
- Dolce & Gabbana Alta Moda
Handgefertigte Couture-Mode für Damen im obersten Preissegment, seit 2012[14]
- D&G
jugendliche Zweitlinie im oberen Mittelpreissegment, ab 1994, bis 2005 an Ittierre als Lizenz vergeben, mit der Sommerkollektion 2012 eingestellt und in die Hauptlinie integriert
- D&G junior
Kinderkollektion seit 2001

Die 1992 lancierte Kollektion für Brautmoden wurde 1998 eingestellt. Von 1994 bis 1999 bestand zudem eine Kollektion für Heimartikel, Dolce & Gabbana Home Collection. Mit der Hauptlinie Dolce & Gabbana und der Zweitlinie D&G ist das Unternehmen jeweils bei den viermal im Jahr stattfindenden Damen- und Herren-Modenschauen bei den Mailänder Modewochen präsent.

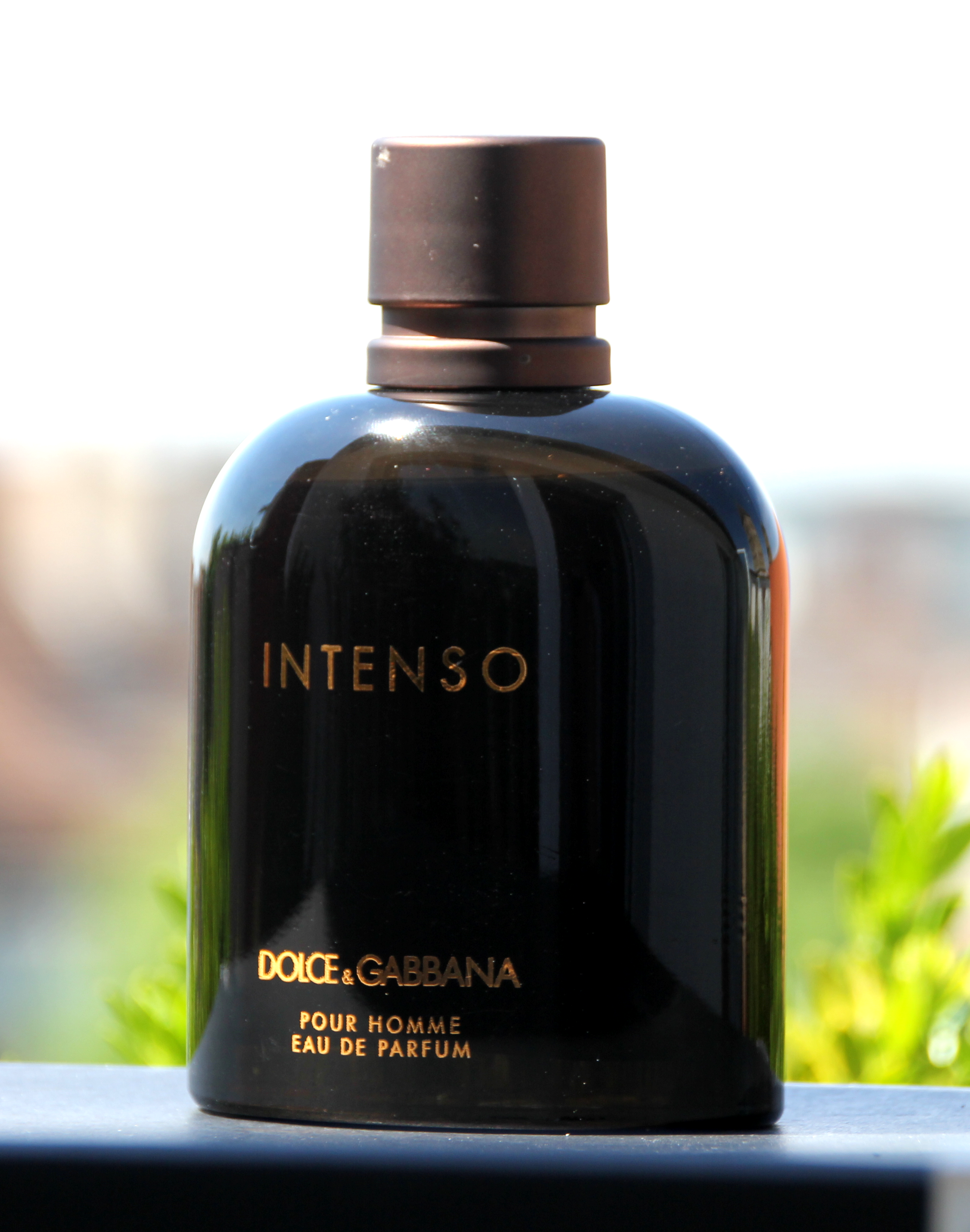
Parfum Intenso

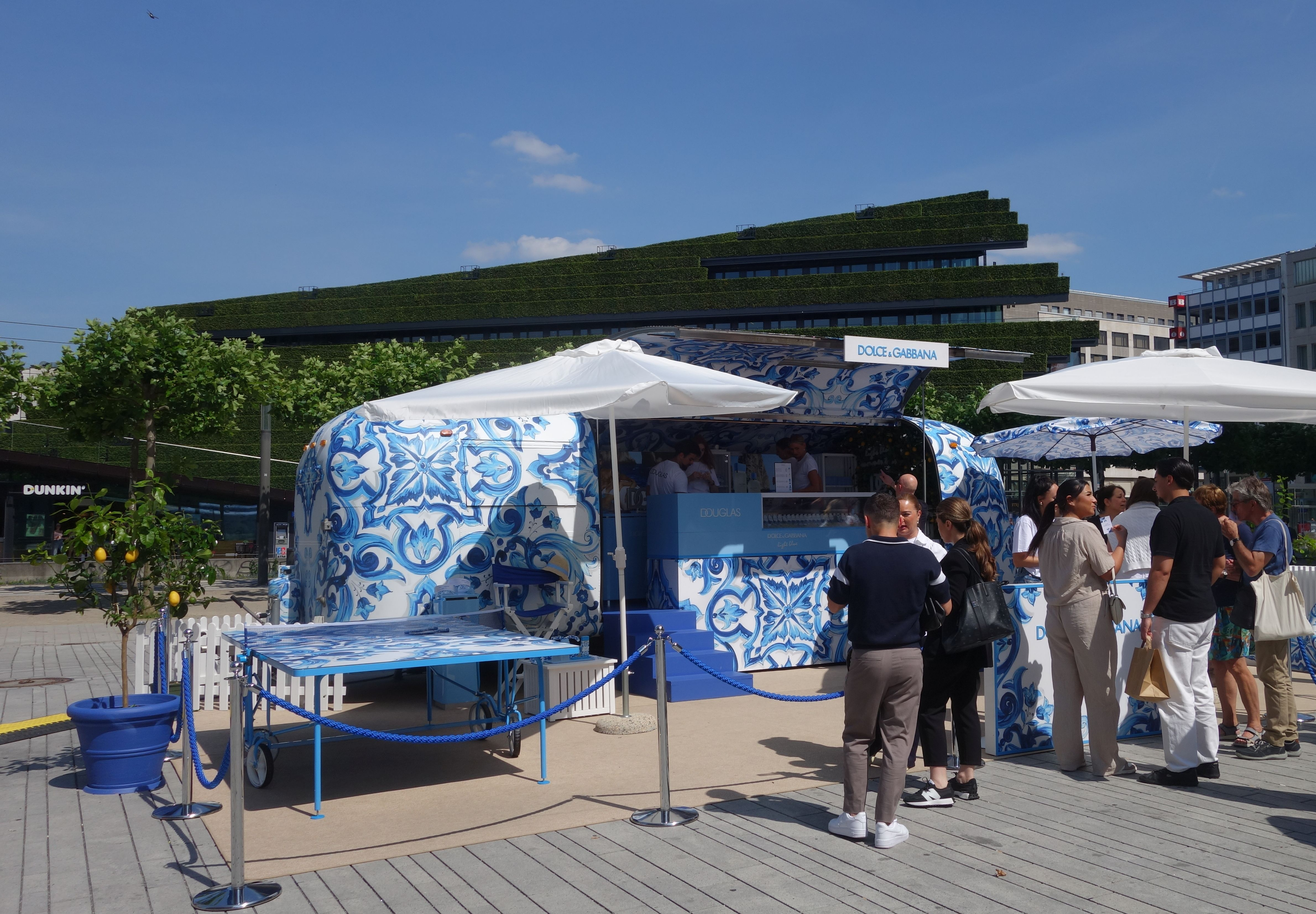
Werbeaktion in Düsseldorf für das neue Parfüm light blue (2025)

Zudem bietet das Unternehmen auch eine Parfum- (seit 1992) und Brillenlinie (seit 1995) sowie eine Uhren- (seit 2000) und Schmuckkollektion (seit 2011) und eine Kosmetiklinie (seit 2008) an. Als neues Gesicht für die Werbekampagne der Kosmetiklinie wurde Scarlett Johansson gewonnen. Die Produktion und der Vertrieb erfolgen hier über Lizenzpartner.

## Partnerschaften
In einem Co-Branding-Projekt mit Motorola werden zudem seit 2005 spezielle Versionen des Motorola RAZR vermarktet. Diese trugen im Geschäftsjahr 2006/2007 mit etwa 200 Millionen Euro rund ein Achtel an den gesamten Verkaufserlösen von Dolce & Gabbana bei.
Im Jahr 2009 schloss sich das Unternehmen mit Sony Ericsson zusammen, um eine Sonderversion des Mobiltelefons Jalou mit Details aus 24 Karat Gold zu produzieren. Das Logo des Designerlabels fand sich ebenfalls auf diesem Gerät.
Von 1990 bis 1994 bestand ein Vertrag mit der italienischen Damen-Modelabel Genny, zu dem auch die Marke Byblos gehörte, über das Design der Genny-Linie Complice.
1999 gestaltete das Unternehmen die Garderobe für Whitney Houston und deren Welttournee, 2000 die von Madonna in deren Musikvideo Music und 2002 für Kylie Minogue und deren Europa-Tournee Fever sowie 2006 für ihre Showgirl Homecoming Tour in Australien. 2010 brachten die Designer in Zusammenarbeit mit Madonna die Sonnenbrillenkollektion MDG heraus.
Für den italienischen Markt bestand 2004 eine Zusammenarbeit mit Citroën bezüglich des Designs von Sondermodellen der Fahrzeuge C3 und C3 Pluriel. Aus einer weiteren Partnerschaft mit Martini ging 2010 eine „Gold-Edition“ des bekannten Wermuts hervor.
Von 2004 bis 2017 stattet das Unternehmen zudem die Mannschaft des italienischen Fußballklubs AC Mailand sowie die Italienische Fußballnationalmannschaft mit Bekleidung aus. 2006 wurde das Dolce & Gabbana GOLD Restaurant mit Café, Cocktailbar, Bistro und Restaurant in Mailand eröffnet.
Auch arbeitete Dolce & Gabbana mit dem italienischen Haushaltsgerätehersteller SMEG zusammen. In dieser Kooperation entstanden Toaster, Entsafter, und weitere Haushaltsgeräte mit klassischen sizilianischen Motiven. Zudem wurden 100 Kühlschränke, von dem jeder ein Unikat ist, entworfen.
Im Oktober 2024 bietet Dolce & Gabbana gemeinsam mit Stabilo ein limitiertes Set mit 4 Boss Original Highlighters an.

## Unternehmen
Die Unternehmensgruppe beschäftigte 2024 insgesamt über 5400 Mitarbeiter und verfügte über ein eigenes Vertriebsnetz mit weltweit 343 Boutiquen. Produktionsstandorte für die selbst hergestellte Linie ist Legnano sowie Incisa in Val d’Arno in der Nähe von Florenz. Mittlerweile werden Teile des Produktportfolios auch in anderen Ländern wie Marokko oder Indonesien hergestellt. Im Ende März 2024 zu Ende gegangenen Geschäftsjahr 2023/2024 erwirtschaftete der Konzern einen konsolidierten Umsatz von 1,871 Milliarden Euro. Weltweit gibt es Dolce-&-Gabbana-, D&G- und D&G-junior-Boutiquen. Mitte 2024 gab der CEO Alfonso Dolce öffentlich zu Protokoll, dass das Unternehmen offen sei für Investoren, um Kapital aufzunehmen um die weitere Expansion zu finanzieren. Speziell die USA sehe man als wichtigen Markt an und eröffne 12 weitere Geschäfte – unter anderem an der Madison Avenue in New York.
Die Website des Hauses ging im Jahre 2000 online; 2009 wurde der Onlineshop der Zweitlinie D&G eröffnet.

## Schriften (Auswahl)
Dolce & Gabbana haben auch an nahezu zwei Dutzend Büchern mitgewirkt, die photographische Erzählungen sowie Kollektionen des eigenen Schaffens enthalten.
- 1996: 10 Anni Dolce & Gabbana. Leonardo Arte SRL, 1996.
- 2003: Hollywood. Assouline, 2003.
- Mariano Vivianco: Calcio by Dolce & Gabbana. Nava Milano spa, 2003.
- Music: Dolce & Gabbana. Assouline, 2004.
- 20 Years Dolce & Gabbana. Mailand, 5 Continents Editions, 2005.
- David Gandy. Rizzoli, 2011.
- Dolce & Gabbana: Generations: Millennials: The New Renaissance. Rizzoli, 2017.